# Colorado City (Colorado)
Colorado City est une ville américaine située dans le comté de Pueblo dans l’État du Colorado. Sa population est de 2 193 habitants au recensement de 2010.

## Démographie
| 1990  | 2000  | 2010  | - | - | - |
| ----- | ----- | ----- | - | - | - |
| 1 149 | 2 018 | 2 193 | - | - | - |